# Ellen Wood
Ellen Wood (nascida Price) (Worcester, Inglaterra, 17 de janeiro de 1814 – 10 de fevereiro de 1887), foi uma escritora inglesa, que geralmente publicava seus livros sob o nome Mrs. Henry Wood.

## Biografia
Ellen Price nasceu em Worcester, segunda filha de Thomas Price, um próspero fabricante de luvas, e sua esposa Elizabeth, nascida Evans. Por alguma razão, Ellen foi criada por seus avós maternos até os sete anos. Durante essa época, teve a companhia de governantas e empregados que lhe ofereceram contos locais de fantasmas e seres sobrenaturais, assunto que usaria em muitos de seus romances, incluindo “Mrs Halliburton's Troubles” (1862).

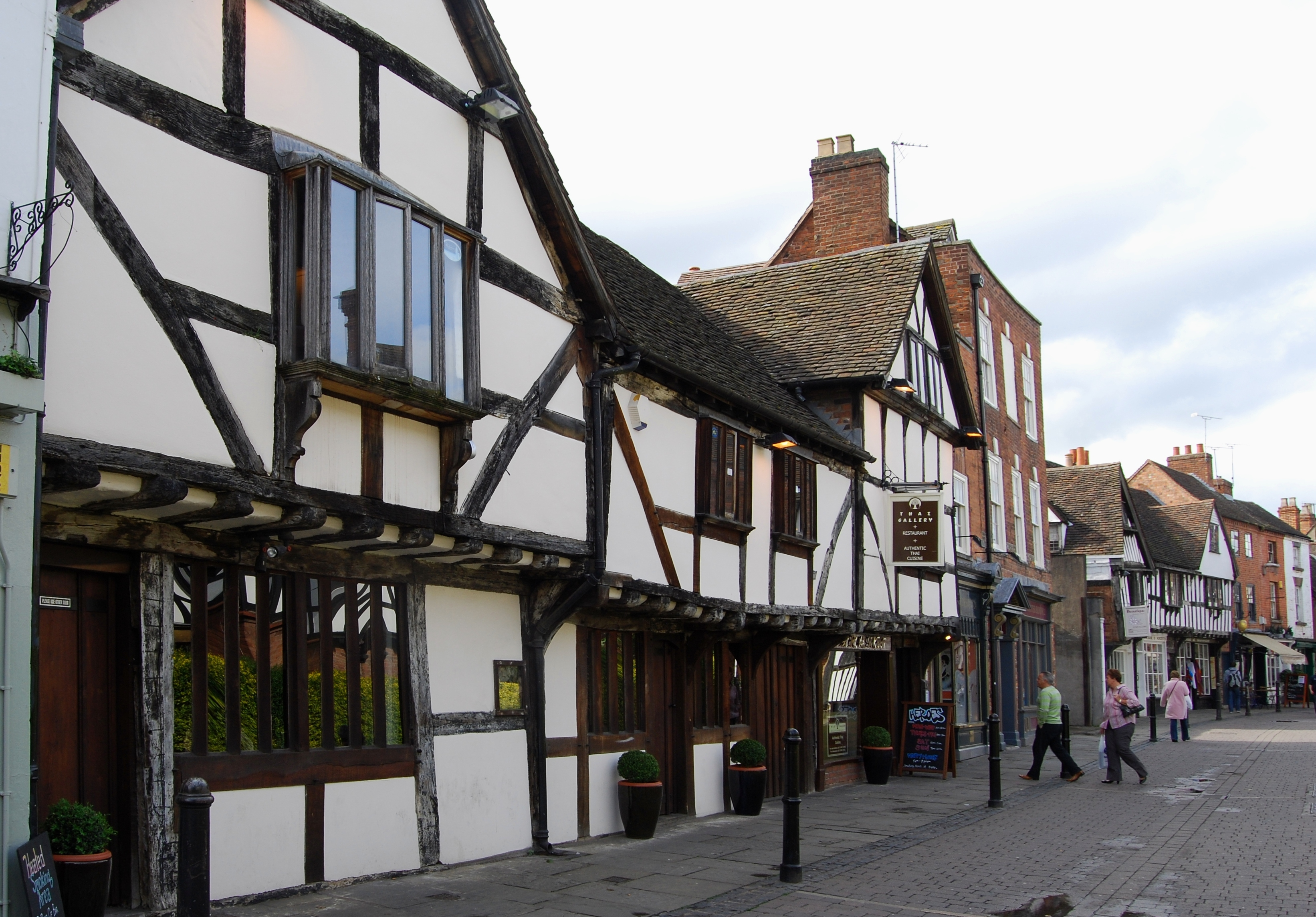
Worcester, cidade natal de Ellen Wood

Em 1836 casou com Henry Wood, que trabalhou em Dauphiné no sul da França, onde moraram por 20 anos. Quando os negócios da família entraram em falência, o casal e os 4 filhos voltaram à Inglaterra, estabelecendo-se em Norwood, Londres, e Ellen Wood voltou a escrever, mantendo a família, pois Henry Wood morreu em 1866.
Em 1867, Wood comprou a revista inglesa Argosy, que foi fundada por Alexander Strahan em 1865. Ela trabalhou como editora até junho de 1887. Na sua morte, causada por bronquite), seu patrimônio era de £ 36 000, então considerada uma soma razoável. Foi sepultada no Highgate Cemetery.
Em 1916, um monumento para Mrs. Wood foi inaugurado na Catedral de Worcester.

## Carreira literária

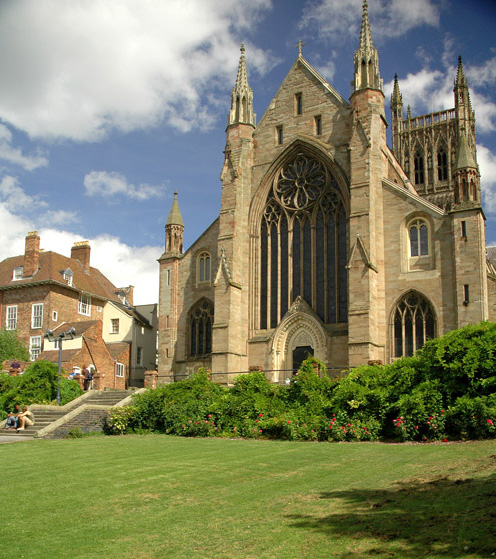
Catedral de Worcester, onde há um monumento para Mrs. Wood

Ellen escreveu 30 romances, muitos deles (especialmente East Lynne) com grande popularidade. Alguns de seus trabalhos mais conhecidos são Danesbury House, Oswald Cray, Mrs. Halliburton's Troubles, The Channings, Lord Oakburn's Daughters e The Shadow of Ashlydyat. Suas obras foram traduzidas para várias línguas. Na carta para seu irmão Sergei, em 9 de março de 1872, Leon Tolstoy declarou que ele estava "reading Mrs. Wood's wonderful novel In the Maze".

## Obras principais
As obras principais foram catalogadas pela British Library:
- Danesbury House (1860)
- East Lynne (1861) (br: O Pecado de Lady Isabel)
- The Elchester College Boys (1861)
- A Life's Secret (1862)
- Mrs. Halliburton's Troubles (1862)
- The Channings (1862)
- The Foggy Night at Offord: A Christmas Gift for the Lancashire Fund (1863)
- The Shadow of Ashlydyat (1863)
- Verner’s Pride (1863)
- Lord Oakburn’s Daughters (1864)
- Oswald Cray (1864)
- Trevlyn Hold; or, Squire Trevlyn’s Heir (1864)
- William Allair; or, Running away to Sea (1864)
- Mildred Arkell: A Novel (1865)
- Elster’s Folly: A Novel (1866)
- St. Martin’s Eve: A Novel (1866)
- Lady Adelaide’s Oath (1867)
- Orville College: A Story (1867)
- The Ghost of the Hollow Field (1867)
- Anne Hereford: A Novel (1868)[6]
- Castle Wafer; or, The Plain Gold Ring (1868)
- The Red Court Farm: A Novel (1868)
- Roland Yorke: A Novel (1869)
- Bessy Rane: A Novel (1870)
- George Canterbury’s Will (1870)
- Dene Hollow (1871)
- Within the Maze: A Novel (1872)
- The Master of Greylands (1873)
- Johnny Ludlow (1874)
- Bessy Wells (1875)
- Told in the Twilight: Containing “Parkwater” and nine shorter stories (1875)
- Adam Grainger: A Tale (1876)
- Edina (1876)
- Our Children (1876)
- Parkwater: With four other tales (1876)
- Pomeroy Abbey (1878)
- Lady Adelaide (1879)
- Johnny Ludlow, Second Series (1880)
- A Tale of Sin and Other Tales (1881)
- Court Netherleigh: A Novel (1881)
- About Ourselves (1883)
- Johnny Ludlow, Third Series (1885)
- Lady Grace and Other Stories (1887)
- The Story of Charles Strange (1888)
- The Unholy Wish and Other Stories (1890)
- Ashley and Other Stories (1897)

### Traduções
- Les Filles de Lord Oakburn: Roman traduit de l’anglais par L. Bochet (1876)
- La Gloire des Verner: Roman traduit de l’anglais par L. de L’Estrive (1878)
- Le Serment de Lady Adelaïde: Roman traduit de l’anglais par Léon Bochet (1878)

## Cinema
Seu livro East Lynne foi transformado em filme várias vezes, em épocas e lugares diferentes.
- Em 1912, foi filmado pela primeira vez, num curta-metragem da Thanhouser Film Corporation, com atuação de Marguerite Snow como Lady Isabel, além da presença de James Cruze e Florence La Badie.[7]
- Em 1913, foi filmado pela britânica Barker Motion Photography, apresentando Blanche Forsythe como Lady Isabel.[8]
- Em 1914, o curta-metragem East Lynne in Bugville foi produzido pela Crystal Film Company, com Pearl White no papel principal.[9]
- Em 1916, filmado pela Fox Film, com Theda Bara como Lady Isabel.[10]
- Em 1919, no curta-metragem East Lynne with Variations, produzido pela Mack Sennett Comedies, com variações sobre o romance, com Marie Prevost no papel principal.[11]
- Em 1922, num filme australiano com Ethel Jerdan no papel principal.[12]
- Em 1925, pela Fox Film, com Alma Rubens no papel de Lady Isabel, e recebeu o nome “Casado com Duas Mulheres” no Brasil.[13]
- Em 1931, filmado pela Fox Film, com Ann Harding interpretando Lady Isabel.
- Em 1931 foi produzida a comédia britânica East Lynne on the Western Front, em que um grupo de soldados durante a Primeira Guerra Mundial fazem uma encenação cômica do livro East Lynne.[14]
- Em 1976, o filme produzido para a televisão pela BBC Manchester, com Polly James no papel principal.[15]
- Em 1982, no filme feito para a televisão, produzido pela BBC, com Lisa Eichhorn no papel de Lady Isabel.[16]

## Mrs. Henry Wood na língua portuguesa
Um dos romances de Mrs. Henry Wood foi publicado no Brasil, entre os anos de 1940 e 1960, numa coleção intitulada “Biblioteca das Moças”, pela Companhia Editora Nacional, de São Paulo:
- O Pecado de Lady Isabel (nº 53 da coleção), sob o nome Mrs. Henry Wood